# FK Wizebsk
Der FK Wizebsk (belarussisch ФК Віцебск, russisch-kyrillisch ФК Витебск/FK Witebsk) ist ein Fußballverein aus der belarussischen Stadt Wizebsk. Er spielt nach dem Aufstieg 2014 in der Wyschejschaja Liha, der höchsten Spielklasse von Belarus. Seinen bislang einzigen Titel gewann er 1998 mit dem belarussischen Pokal.

## Geschichte
Der FK Wizebsk wurde 1960 als KIM Wizebsk gegründet. Der Verein wurde mehrfach umbenannt, 1995 in Dwina Wizebsk, 1996 in Lakamatyu-96 Wizebsk, 2002 in Lakamatyu Wizebsk und schließlich 2007 in FK Wizebsk.
Er gehörte 1992 nach der Unabhängigkeit von Belarus zu den Gründungsmitgliedern der Wyschejschaja Liha, wo er in der Saison 1992/93 und in der Saison 1994/95 jeweils den zweiten Platz hinter Dinamo Minsk belegte. Später stieg der Verein zweimal, 2002 und 2004, aus der höchsten Liga ab, jedoch gelang jeweils in der Folgesaison der direkte Wiederaufstieg.
Seinen größten Erfolg feierte der FK Wizebsk 1998 mit dem Gewinn des belarussischen Pokals, wo man sich im Endspiel mit 2:1 nach Verlängerung gegen Dinamo Minsk durchsetzte. Im Europapokal der Pokalsieger 1998/99 scheiterte die Mannschaft anschließend in der Qualifikation an Lewski Sofia. Dabei verlor sie ihr erstes Spiel auf internationaler Ebene in Sofia mit 1:8, das Rückspiel zu Hause endete 1:1.
Im Intertoto Cup 1999 spielte der Verein ein weiteres Mal international. Hier schied der FK Wizebsk in der ersten Runde mit 1:2 und 1:1 gegen NK Varteks Varaždin aus Kroatien aus.
In der Saison 2011 musste das Team nach dem vorletzten Platz in der Liga und den anschließend verlorenen Relegationsspielen gegen Partizan Minsk den Gang in die Zweitklassigkeit angehen. Nach der Spielzeit 2014 kehrte der FK Wizebsk in die erste belarussische Fußballliga zurück, als die Mannschaft den dritten Rang in der zweiten Liga belegen und in zwei Relegationsspielen den letzten der Wyschejschaja Liha Dnjapro Mahiljou bezwingen konnte.

## Erfolge
- Belarussischer Pokalsieger: 1998
- Belarussischer Vizemeister: 1993, 1995